# شنگ‌اسبی (سرده)
شنگ‌اسبی (نام علمی: Scorzonera) نام یک سرده از تیره کاسنیان است.